# Extrakce

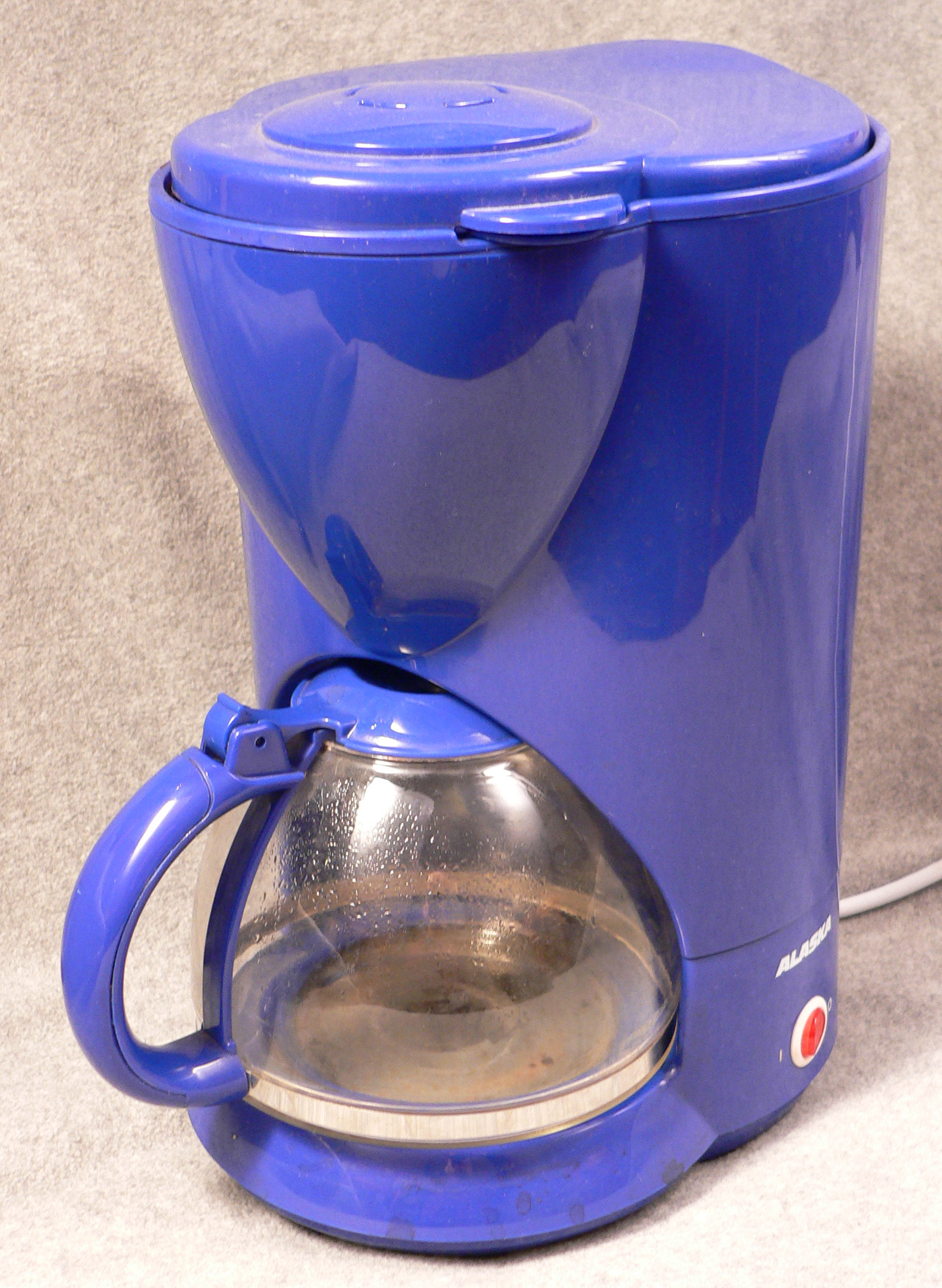
Kávovar vyluhující kávu - příklad digesce, filtrace.

Extrakce neboli vyluhování je metoda získávání látek z různých, většinou přírodních materiálů. Vyluhovávají se hlavně tuky, barviva a různé cenné přírodní složky. Pro extrakci je velice důležité rozpouštědlo, protože při extrakci přecházejí extrahované látky do jediné fáze - do fáze rozpouštědla, většinou kapalné. Extrakci lze provádět za tepla i za studena. Častěji za tepla nebo varu.

## Dělení
Podle toho, jak a z čeho se extrahuje, lze extrakci rozdělit na:
- Extrakci z pevných látek
  - Macerace je vyluhovávání výtěžků z pevných látek studeným rozpouštědlem.
  - Digesce[zdroj⁠?!] je macerace horkým rozpouštědlem. Jednoduchým příkladem je vaření čaje.
- Extrakce z kapalin
  - Vytřepávání je přerušovaná operace, při níž se do studeného rozpouštědla dostávají látky z lehčí nebo těžší kapaliny. Provádí se v dělicích nálevkách.
  - Perkolace[zdroj⁠?!] je časově náročnější operace. Je dokonalejší než vytřepávání, protože se provádí horkým rozpouštědlem.

Existují i další speciální způsoby extrakce jako extrakce superkritickým oxidem uhličitým nebo ultrazvuková extrakce.

## Kapalinová extrakce

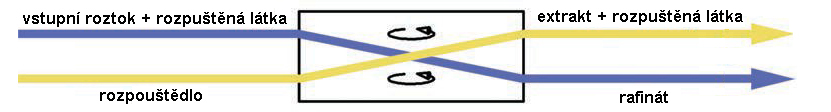
Schéma rozpouštědlové extrakce

### Princip
Extrakce kapaliny-kapaliny, také nazývaná rozpouštědlová extrakce, spočívá v přenosu jedné (nebo více) rozpuštěné látky (látek), obsažených ve vstupním roztoku, do jiné nemísitelné kapaliny (rozpouštědla). Rozpouštědlo obohacené o tuto látku (látky) se nazývá extrakt. Původní roztok, naopak ochuzen o rozpuštěnou látku (látky), se nazývá rafinát.
Vstupní roztok, zpočátku obsahující jednu nebo více rozpuštěných látek, se důkladně míchá s nesmísitelným roztokem o rozdílné hustotě. Míchání poskytuje velkou styčnou plochu, kdy se mezi dvěma nesmísitelnými kapalinami uskuteční účinný přenos rozpuštěné látky, která má být extrahována.
Dispergovaná emulze kapalin, vytvořená v průběhu míchání, je pak dále separována buď gravitačně (statickou dekantací) nebo odstředivou silou, v závislosti na typu zvoleného extraktoru. Jedna míchací a separační operace představuje jeden teoretický stupeň extrakce.

### Průmyslové použití
Praktická extrakce se provádí v:
- Extrakční koloně
- Mísiči - usazováku
- Odstředivém extraktoru

Do mísiče vybaveného míchadlem se jednorázově přivede surovina, ke které se přidá extrahovadlo. Ze suroviny, homogenní binární směsi je třeba jednu složku oddělit. Tato složka se nazývá extrahovaná. Druhou složkou je původní rozpouštědlo. Rozpouštědlo přidané k surovině se nazývá extrahovadlo. Extrahovadlo by mělo co nejlépe rozpouštět extrahovanou složku, zatímco jeho rozpustnost v původním rozpouštědle má být omezená a co nejmenší. Obsah mísiče tak tvoří heterogenní směs dvou kapalných fází, mezi kterými dochází k výměně látky. Přestup extrahované složky z fáze bohaté na původní rozpouštědlo do fáze bohaté na extrahovadlo se urychluje intenzivním promícháváním směsi. Toto míchání trvá podle okolností 5 až 15 minut, výjimečně i déle, což je zpravidla postačující na dosáhnutí prakticky rovnovážného stavu.
Potom se obsah mísiče přečerpá do usazovače, ve kterém se fáze od sebe oddělí na základě různých hustot. Fáze bohatá na extrahovadlo obsahuje extrahovanou složku a v případě určité nebo malé vzájemné rozpustnosti původního a nového rozpouštědla i menší množství původního rozpouštědla. Tato fáze se nazývá extrakt. Hlavní složkou druhé fáze je původní rozpouštědlo, které kromě neextrahovaného podílu extrahované složky může obsahovat i menší množství extrahovadla. Tato fáze se nazývá rafinát. Pokud jsou původní rozpouštědlo a extrahovadlo dvě navzájem nerozpustné kapaliny, tak extrakt a rafinát budou pouze dvousložkovými směsmi.
Po extrakci obvykle následuje další separační proces (obvykle rektifikace), kde z extraktu a někdy i z rafinátu je třeba znovu získat použité extrahovadlo a zároveň připravit koncentrovanější produkt žádané složky.